# Ambel (Isère)
Ambel es una población y comuna francesa, en la región de Ródano-Alpes, departamento de Isère, en el distrito de Grenoble y cantón de Corps.

## Geografía
Ambel está situado en el extremo sur del departamento de Isère, en la zona de Beaumont, en una pequeña meseta que se extiende al norte del monte Faraud, en el borde oriental del macizo de Dévoluy, entre el río Drac, que forma el límite noreste, y el río Souloise, que forma el límite oeste. El municipio se encuentra a unos 20 km al suroeste de La Mure y a unos 50 km al norte por el noreste de Veynes, aunque no es directamente accesible desde estos lugares. Se accede al municipio por la carretera secundaria D217, que parte de la carretera nacional N85 en Le Motty, al este del municipio. La D217 va hacia el oeste hasta el pueblo y luego gira hacia el sur hasta Monestier-d'Ambel.

## Demografía
| 33 | 26 | 27 | 22 | 38 | 22 | 26 | 26 | 19 | 28 | 30 |
| Para los censos de 1962 a 1999 la población legal corresponde a la población sin duplicidades (Fuente: INSEE [Consultar]) |    |    |    |    |    |    |    |    |    |    |